# Cangzhou Mighty Lions
Cangzhou Mighty Lions Football Club (chiń. upr. 沧州雄狮足球俱乐部; chiń. trad. 滄州雄獅足球俱樂部; pinyin Cāngzhōu Xióngshí Zǔqiū Jūlèbù) – chiński klub piłkarski, grający w Chinese Super League, mający siedzibę w mieście Cangzhou.

## Historia nazw
- 2011–2012: Fujian Smart Hero (福建骏豪)
- 2013: Shijiazhuang Yongchang Junhao  (石家庄永昌骏豪)
- 2014: Shijiazhuang Yongchang (石家庄永昌)
- 2015–2020: Shijiazhuang Ever Bright (石家庄永昌)
- 2021–: Cangzhou Mighty Lions (沧州雄狮)

## Stadion
Domowe mecze klub rozgrywa na stadionie o nazwie Cangzhou Stadium w Cangzhou, który może pomieścić 31836 widzów.

## Sukcesy
- China League One

wicemistrzostwo (1): 2014

## Historia występów w pierwszej lidze
| Sezon | Pozycja | M  | Pkt. | Z | R  | P | GZ | GS |
| ----- | ------- | -- | ---- | - | -- | - | -- | -- |
| 2015  | 7.      | 30 | 39   | 8 | 15 | 7 | 34 | 31 |

## Reprezentanci kraju grający w klubie
Stan na maj 2016.
| - Cui Peng - Guan Zhen - Li Chunyu - Mao Jianqing - Xu Bo - Yang Lin - Emił Gyrgorow - Georgi Iliew | - Bai He - Eiður Guðjohnsen - Cho Yong-hyung - Steven Old - Rúben Micael - Jacob Mulenga - Mario Rondón |

## Skład na sezon 2016
| Nr | Poz. | Piłkarz           |
| -- | ---- | ----------------- |
| 1  | BR   | Zhu Jiaqi         |
| 2  | OB   | Lü Hongchen       |
| 3  | PO   | Liu Junpeng       |
| 4  | OB   | Li Chao (kapitan) |
| 5  | OB   | Jiang Jihong      |
| 6  | PO   | Li Chunyu         |
| 7  | NA   | Mao Jianqing      |
| 8  | PO   | Cui Peng          |
| 9  | NA   | Mario Rondón      |
| 10 | PO   | Rúben Micael      |
| 11 | PO   | Huang Shibo       |
| 12 | BR   | Shao Puliang      |
| 13 | PO   | Feng Shaoshun     |
| 14 | OB   | Cho Yong-hyung    |
| 15 | PO   | Wang Peng         |

| Nr | Poz. | Piłkarz                                          |
| -- | ---- | ------------------------------------------------ |
| 17 | NA   | Wang Zihao                                       |
| 18 | OB   | Xu Bo                                            |
| 19 | NA   | Jacob Mulenga                                    |
| 20 | OB   | Li Kai                                           |
| 21 | PO   | Gao Zengxiang                                    |
| 22 | BR   | Guan Zhen                                        |
| 23 | OB   | Hu Wei                                           |
| 24 | OB   | Lü Jianjun                                       |
| 25 | OB   | Mi Haolun                                        |
| 26 | OB   | Sun Haosheng                                     |
| 27 | PO   | Wang Junhui (wypożyczony z Guangzhou Evergrande) |
| 28 | NA   | Yang Yiming                                      |
| 29 | PO   | Guo Song                                         |
| 30 | NA   | Diego Maurício                                   |
| 32 | OB   | Wu Haoran                                        |

## Trenerzy klubu od 2011
Stan na maj 2016.
| - Zhao Tuqiang (2011) - Xu Hui (1 maja 2011 – 14 maja 2013) - Xu Tao (tymczasowo) (14 maja 2013 – 30 czerwca 2013) - Li Shubin (30 czerwca 2013 – 11 grudnia 2013) - Jasen Petrow (12 grudnia 2013 – 14 lipca 2016) - Li Jinyu (tymczasowo) (14 lipca 2016 – 6 listopada 2016) | - Afszin Ghotbi (7 listopada 2016 – 2 września 2018) - Jasen Petrow (8 września 2018 – 19 lipca 2019) - Afszin Ghotbi (20 lipca 2019 – 6 września 2021) - Liu Yan (tymczasowo) (6 września 2021 – 4 listopada 2021) - Svetozar Šapurić (5 listopada 2021 –) |